# 劳德羽蛛
劳德羽蛛（学名：Oxyptila rauda）为蟹蛛科羽蛛属的动物。分布于古北区以及中国大陆的甘肃、内蒙古等地。